# Heterochondria atypica
Heterochondria atypica – gatunek widłonoga z rodziny Chondracanthidae. Opisał go w 1972 roku zoolog Ju-shey Ho.